# 18. Turniej Czterech Skoczni
18. Turniej Czterech Skoczni rozgrywany był od 28 grudnia 1969 do 6 stycznia 1970.
Turniej wygrał  Horst Queck, nie odnosząc żadnego zwycięstwa w konkursach.

## Oberstdorf
Data: 28 grudnia 1969

Państwo:  RFN

Skocznia: Schattenbergschanze

### Wyniki konkursu
| Poz. | Imię i nazwisko  | Narodowość     | Punkty |
| ---- | ---------------- | -------------- | ------ |
| 1.   | Garij Napałkow   | ZSRR           | 225,7  |
| 2.   | Horst Queck      | NRD            | 223,8  |
| 3.   | Josef Matouš     | Czechosłowacja | 223,3  |
| 4.   | Lars Grini       | Norwegia       | 222,9  |
| 5.   | Bjørn Wirkola    | Norwegia       | 221,3  |
| 6.   | Christian Kiehl  | NRD            | 218,2  |
| 7.   | Jiří Raška       | Czechosłowacja | 215,3  |
| 8.   | Takashi Fujisawa | Japonia        | 213,9  |
| 9.   | Ingolf Mork      | Norwegia       | 213,8  |
| 10.  | Walter Clemens   | NRD            | 213,4  |

## Garmisch-Partenkirchen
Data: 1 stycznia 1970

Państwo:  RFN

Skocznia: Große Olympiaschanze

### Wyniki konkursu
| Poz. | Imię i nazwisko            | Narodowość     | Punkty |
| ---- | -------------------------- | -------------- | ------ |
| 1.   | Jiří Raška                 | Czechosłowacja | 241,4  |
| 2.   | Anatolij Żegłanow          | ZSRR           | 233,2  |
| 3.   | Władimir Biełousow         | ZSRR           | 230,2  |
| 4.   | Josef Matouš               | Czechosłowacja | 227,1  |
| 4.   | Lars Grini                 | Norwegia       | 227,1  |
| 6.   | Rudolf Höhnl               | Czechosłowacja | 226,1  |
| 7.   | Christian Kiehl            | NRD            | 225,5  |
| 8.   | Stanisław Gąsienica-Daniel | Polska         | 223,8  |
| 9.   | Aleksandr Iwannikow        | ZSRR           | 222,8  |
| 10.  | Horst Queck                | NRD            | 221,4  |

## Innsbruck
Data: 4 stycznia 1970

Państwo:  Austria

Skocznia: Bergisel

### Wyniki konkursu
| Poz. | Imię i nazwisko     | Narodowość | Punkty |
| ---- | ------------------- | ---------- | ------ |
| 1.   | Bjørn Wirkola       | Norwegia   | 248,5  |
| 2.   | Horst Queck         | NRD        | 246,0  |
| 3.   | Anatolij Żegłanow   | ZSRR       | 237,8  |
| 4.   | Garij Napałkow      | ZSRR       | 232,1  |
| 5.   | Heinz Schmidt       | NRD        | 227,6  |
| 6.   | Rainer Schmidt      | NRD        | 225,8  |
| 7.   | Reinhold Bachler    | Austria    | 224,8  |
| 8.   | Stanisław Pawlusiak | Polska     | 216,2  |
| 9.   | Hans Schmid         | Szwajcaria | 212,0  |
| 10.  | Alfred Grosche      | RFN        | 211,8  |

## Bischofshofen
Data: 6 stycznia 1970

Państwo:  Austria

Skocznia: Paul-Ausserleitner-Schanze

### Wyniki konkursu
| Poz. | Imię i nazwisko     | Narodowość     | Punkty |
| ---- | ------------------- | -------------- | ------ |
| 1.   | Jiří Raška          | Czechosłowacja | 235,4  |
| 2.   | Rainer Schmidt      | NRD            | 232,9  |
| 3.   | Bjørn Wirkola       | Norwegia       | 232,3  |
| 4.   | Horst Queck         | NRD            | 232,2  |
| 5.   | Garij Napałkow      | ZSRR           | 226,6  |
| 6.   | Rudolf Höhnl        | Czechosłowacja | 225,2  |
| 7.   | Aleksandr Iwannikow | ZSRR           | 223,3  |
| 8.   | Ingolf Mork         | Norwegia       | 218,3  |
| 9.   | Frithjof Prydz      | Norwegia       | 216,0  |
| 10.  | Masakatsu Asari     | Japonia        | 215,6  |

## Klasyfikacja generalna
| Poz. | Skoczek           | Kraj           | Punkty |
| ---- | ----------------- | -------------- | ------ |
| 1.   | Horst Queck       | NRD            | 923,4  |
| 2.   | Bjørn Wirkola     | Norwegia       | 920,6  |
| 3.   | Garij Napałkow    | ZSRR           | 901,5  |
| 4.   | Jiří Raška        | Czechosłowacja | 895,2  |
| 5.   | Rainer Schmidt    | NRD            | 890,3  |
| 6.   | Rudolf Höhnl      | Czechosłowacja | 869,8  |
| 7.   | Anatolij Żegłanow | ZSRR           | 867,7  |
| 8.   | Ingolf Mork       | Norwegia       | 860,4  |
| 9.   | Heinz Schmidt     | NRD            | 860,0  |
| 10.  | Yukio Kasaya      | Japonia        | 852,2  |